# ユナイテッド・シネマ・インターナショナル
ユナイテッド・シネマ・インターナショナル（United Cinemas International; UCI）は、現在アイルランドで運営され、かつてはイギリスや他の国々で運営されていた映画館のブランドである。
ブラジルを除き、AMCシアターズの子会社Odeon Cinemas Groupが所有している。ブラジルではパラマウント・スカイダンス・コーポレーション（Paramount Skydance Corporation）社が所有する。

## 歴史
1983年、UCIはイギリスに映画館を建設するためにパラマウント映画とユニバーサル・ピクチャーズの合弁企業として設立された。トム・マクグラス社長時代に、イギリス、アイルランド、オーストリア、ドイツ、イタリア、ポルトガル、スペイン、日本、中国、台湾、ブラジルに進出し、映画館を運営、展開した。
イギリスでは、UCIとのちにザフィルムワークスブランドの下で映画館を運用し、かなり大きいシェアとなった。1985年にイギリス初のシネマコンプレックスを開館し、世界で30台しかないおよそ130,000ポンドのデジタル映写機の最初の1台を購入する1社だった。これにより衛星経由の映画の受信や、フィルムではなくデジタル媒体での上映が可能となった。
2004年後半、UCIのヨーロッパ部門は、競合チェーンのオデオン・シネマズと共にテラファーマ・キャピタル・パートナーズに買収された。イギリスのUCIとザフィルムワークスの大部分はオデオン・シネマズのブランドに改称された。公正取引委員会から科されたオデオン・シネマズへの合併条件に基づき、UCIクライドバンク、UCIプール、UCIサットン、UCIバジルダン、ザ・エンパイヤー・レスター・スクエア、およびザフィルムワークス・ハイウィカムはエンパイヤー・シネマズへ売却された。合併は最近終了したばかりであり、UCIチェーンを形成していたいくつかの劇場は、未だUCIの外観と雰囲気を残している。UCI、UCI/キノウェルト、キネサのブランドはアイルランドと他のヨーロッパ地域に残る見込みである。UCIハルは再開発事業のために立ち退いた。オデオンが既に出店していたため、移転は行わなかった。
アイルランドの劇場は未だUCI名称のままだが、オデオン・シネマズの一部として運営されており、同社が売りとしているプレミアシートや限定雑誌の「オンスクリーン」などを採用ている。広告は多くの場合オデオンのロゴマークを併記している。2007年8月に、UCIはイギリスのオデオンのウェブサイトと同一レイアウトでアイルランドの新ウェブサイトを立ち上げた。このウェブサイトには2006年9月にアイルランドの劇場が同国の企業グループであるエンターテインメント・エンタープライズに売却されたことが記されている。この取引はアイルランドのマスメディアでは報道されずに終わった。また、劇場は運営契約に基づいてオデオンチェーンに残っているとも記されている。2008年4月、エンターテインメント・エンタープライズはベルファストの劇場以外のストーム・シネマズを買収し、オデオンへの運営委託契約を行ったことを発表した。これにより、アイルランドのオデオン/UCIチェーンに8サイト61スクリーンが追加された。しかし、同館がUCIまたはオデオンブランドを採用するかは未定である。

## 劇場

### アイルランド

#### UCI ブランド
- ダブリン - ブランチャーズタウン
- ダブリン - クーロック
- ダブリン - スチロールガン

#### ストーム・シネマズ ブランド
- リムリック
- ウォーターフォード
- ネイス
- ポートリーシュ
- キャバン

ストーム・シネマズはベルファストでも劇場運営をしているが、同劇場は独立性を確保し、オデオンに買収されていない。

### イタリア
- アレッツォ
- ビコッカ
- カゾーリア
- カルトゥジア
- コモ
- クレモナ
- クルノ
- フェラーラ
- フィウマーラ
- リッソーネ
- マルコーニ
- メリディアナ
- モルフェッタ
- ピオルテッロ
- シナルンガ
- ヴェローナ

### ポルトガル
- エル・コルテ・イングレス リスボン
- アラビダ・ショッピング ガイア

## かつて展開していた地域

### 南米
ユナイテッド・シネマ・インターナショナル（現：UCI）はパラマウント・スカイダンス・コーポレーションにより南米で運営されている映画館のブランドとなっている。

#### ブラジル
- ニューヨークシティセンター - リオデジャネイロ州
- ノルテ・ショッピング - リオデジャネイロ州
- ショッピング・ジャディム・サル - サンパウロ州
- ショッピング・アナリア・フランコ - サンパウロ州
- リベイラウン・ショッピング - サンパウロ州リベイランプレト
- ショッピング・イグアテミ - セアラ州フォルタレザ
- ショッピング・イグアテミ - バイーア州サルバドル
- ショッピング・エアロキューブ - バイーア州サルバドル
- ショッピング・エスタソン - パラナ州クリチバ
- ショッピング・レシフェ - ペルナンブーコ州レシフェ
- ショッピング・タカルナ - ペルナンブーコ州レシフェ

### 日本
日本ではユナイテッド・シネマ株式会社は2004年のUCIの日本撤退後様々なグループを経て2014年にローソングループとなった。